# 昌安見久尼
昌安見久尼（しょうあんけんきゅうに、天文7年（1538年） - 天正13年（1585年））は、戦国時代の近江浅井氏の女性。名は阿久であり、昌安見久尼は戒名。

## 人物
- 浅井久政の長女だが、庶子のため祖父・浅井亮政の養女となった。生母は亮政の侍女と伝わるが定かではない。兄弟姉妹に浅井長政、京極マリアら多数。
- 母とともに実宰院（当時は実西庵）に移り住み、母の死後庵主となる。寺伝によれば、彼女は身長5尺8寸（176cm）・体重28貫（105kg）の大女であったため、嫁入りを諦めて、天文11年（1542年）に出家し、小谷城の南4kmの平塚村に庵を建てて移住し、実西庵の開基者となったとされる。
  - しかし、阿久が実際に出家したのは幼少期とされ、出家の理由としては疑わしいが、成長した彼女が長身であったことからの言い伝えかもしれない。
  - 徳昌寺授戒帳によれば、天文15年（1546年）2月24日に久政母・妻らとともに授戒[1]。

- 豊臣秀吉によって実西庵に庵料として50石の田畑を与えられ、三霊殿を創営して浅井三代を祀ったという。江戸時代に入っても秀吉の与えた50石は徳川秀忠の御朱印状で認められている。

- 実宰院の過去帳によれば、天正13年（1585年）6月29日に49歳で没している[1]。実宰院本堂には江戸時代中期に作られた昌安見久尼の木造が安置されている。
- 『東浅井郡誌』では、昌安見久尼と浅井久政の年齢差から、彼女は亮政の娘（久政の妹）と考える方が合理的だとしている[1]。

## 逸話
- 実宰院境内にある花一輪に2個ずつ実をつけるという双子の梅は、阿久が出家するときに弟の長政が贈ったものと伝えられている。
- 小谷落城（小谷城の戦い）時の浅井三姉妹（茶々・初・江）について、通説ではお市の方と共に織田軍が身柄を引き取ったとされるが、長政は落城に先立って4人を実西庵に逃がし、阿久に養育を依頼したとの伝承がある[2]。その後、実西庵にやって来た織田軍の残党狩りに対して、阿久はとっさに自身の法衣の中に三姉妹を匿ったと伝えられている。
  - この逸話を裏付ける史料はないものの、実宰院に伝わる慶長2年（1597年）5月1日付けの豊臣家奉行連署状が実西庵と豊臣秀吉に深い繋がりがあったことを示しており、秀吉から庵料を与えられたことと併せて、茶々との関係を暗示していると言われている。なお、三姉妹を保護したのは小谷落城時ではなく茶々たちの居場所が不明な時期、北庄落城後ではないかとも言われている。